# تلفيف زاوي

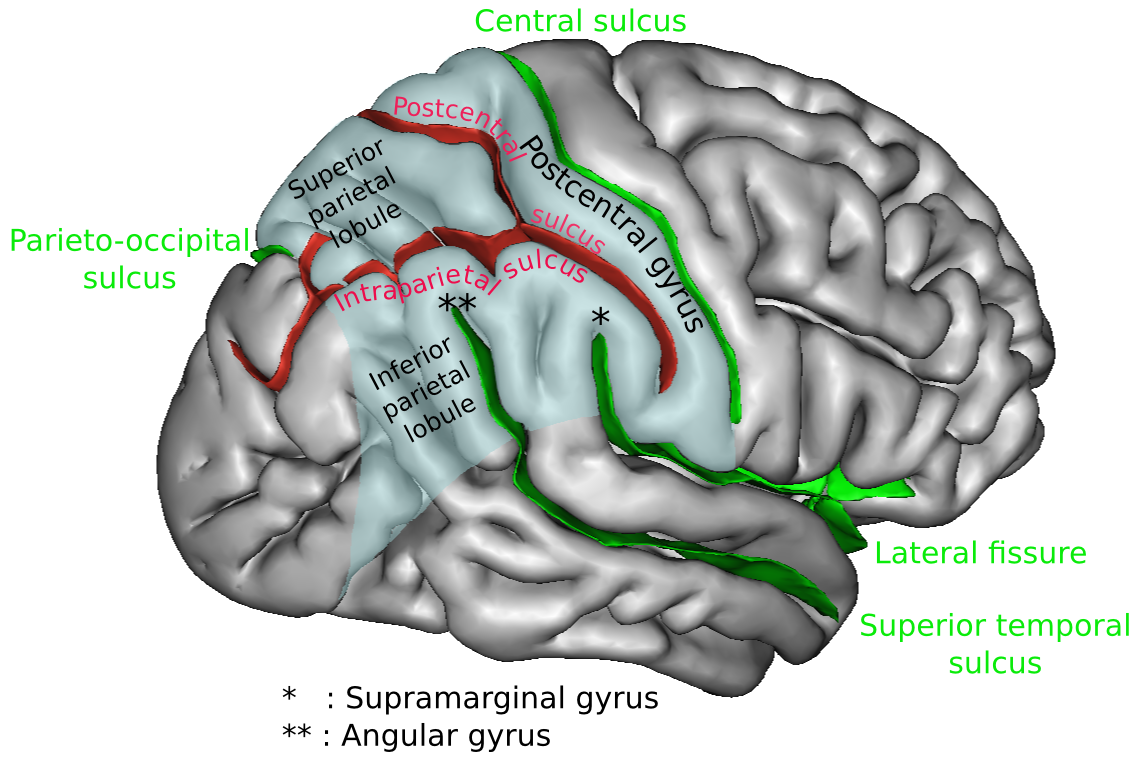
التلفيف الزاوي يظهر في الصورة مع الاشارة بعلامة النجمة المزدوجة **

التلفيف الزاوي هو منطقة في الدماغ تقع في المنطقة اللاحقة للفص الجداري، وتحتل الجزء الخلفي من الفص الجداري السفلي. تمثل باحة برودمان المرقمة 39.
تكمن أهمية التلفيف الزاوي في نقل المعلومات المرئية إلى منطقة فيرنيكه، لإعطاء المعنى للكلمات المتصورة بصريًا. كما أنها تشترك في العمليات المتعلقة باللغة ومعالجة الأرقام والإدراك المكاني واسترجاع الذاكرة والانتباه ونظرية العقل.

## التشريح

### الارتباطات
يتم توصيل التلفيف الزاوي الأيسر والأيمن بواسطة الطحال الظهري والبرزخ للجسم الثفني.
| متصل بـ                                                                   | عبر                              |
| ------------------------------------------------------------------------- | -------------------------------- |
| المنطقة الأمامية المماثلة، الذنب الوحشي الجبهي، والمنطقة الأمامية السفلية | الحزمة الطولية العليا.           |
| النواة الذنبية                                                            | الحزمة القذالية-الأمامية السفلية |
| التلفيف المجاور للحصين والحصين                                            | الحزمة الطولية السفلية           |
| الطلل والتلفيف الجبهي العلوي                                              | الحزمة القذالية الأمامية         |
| التلفيف فوق الهامشي                                                       | المقوسة المحلية                  |

### الحدود
- من الأمام عن طريق التلفيف فوق الهامشي.
- من المستوى الأعلى عن طريق التلم داخل الفص الجداري.
- خلفيا عن طريق التلم الجداري القذالي.
- في المستوى الأدنى، يكون التلفيف الزاوي للفص الجداري مستمرًا مثل التلفيف الصدغي العلوي والتلفيف الصدغي الأوسط. وكذلك، التلم الزاوي، الذي يحده التلفيف الزاوي، يكون مستمراً مثل التلم الصدغي العلوي سفلياً.[12]

## الوظيفة
يرتبط التلفيف الزاوي بالوظائف اللغوية المعقدة (مثل القراءة والكتابة وتفسير الكتابات). تُظهر الإصابات الدماغية في هذا الجزء أعراض متلازمة غيرستمان والتي تشمل تأثيرات مثل عمه الأصابع، وعسر القراءة، وعسر الحساب، و العجز عن الكتابة وعدم القدرة على النسخ، والارتباك بين اليسار واليمين.

### اللغة
اقترح نورمان جيشوند أن الكلمات المكتوبة تتحول إلى مونولوج أو حوار داخلي عبر التلفيف الزاوي. 

فيما ذكر كل من راماتشاندران وادوارد هوبارد في بحث نشراه عام 2003 تكهناً بأن التلفيف الزاوي مسؤول جزئيًا عن فهم الاستعارة::
قد تكون هناك اضطرابات عصبية تسبب اضطراباً في الاستعارة والتزامن. وهذا ما لم تتم دراسته بالتفصيل ولكننا رأينا اضطرابات في تأثير بوبا / كيكي (راماتشاندران وهوبارد عام 2001) وكذلك مع الأمثال في المرضى الذين يعانون من إصابات دماغية في التلفيف الزاوي. سيكون من المثير للاهتمام معرفة ما إذا كان لدى هؤلاء المرضى عجزاً في الأنواع الأخرى من استعارات الحس المواكب، مثلاً "جبن حاد" أو "قميص صاخب". هناك أيضًا تلميحات إلى أن المرضى الذين يعانون من إصابات في الفص الأيمن يظهرون مشاكلاً في الاستعارة. ومن الممكن أن يكون عجزهم ناتجًا بشكل أساسي عن الاستعارات المكانية، مثل "لقد تنازل عن عمله كمخرج".
حيث يحمل التنازل دلالة مكانية في النزول بالمثال الأخير الذي يذكره العالمان. إن حقيقة أن التلفيف الزاوي أكبر نسبيًا في البشر من الرئيسيات الأخرى، وأنه يقع في موقع إستراتيجي على مفترق طرق المناطق المتخصصة في معالجة اشارات اللمس والسمع والرؤية، قاد راماشاندران إلى الاعتقاد بأنه مهم لكل من الاستعارات المفاهيمية والتجريد العابر للشروط بشكل عام. ومع ذلك، فإن الأبحاث الحديثة تتحدى هذه النظرية.
فيما يسلط براونسيت ووايز الضوء على دور التلفيف الزاوي الأيسر في التحدث والكتابة.

### الإدراك الحسابي والمكاني
منذ العام 1919، كان من المعروف أن إصابات الدماغ في التلفيف الزاوي تسبب عجزًا حسابيًا في الغالب. ثم أظهر التصوير الوظيفي للدماغ أنه بينما تشارك أجزاء أخرى من الفص الجداري في حسابات تقريبية بسبب ارتباطها بالقدرات المكانية البصرية، فإن التلفيف الزاوي الأيسر مع التلفيف الجبهي السفلي الأيسر ينخرطان في الحساب الدقيق بسبب دورهما في عملية استرجاع الحقائق من الالفاظ الخاصة بعملية الحساب. عندما يكون التنشيط في التلفيف الزاوي الأيسر أكبر، فإن المهارات الحسابية للشخص تكون أيضًا أكثر كفاءة.

### الانتباه
يرتبط التلفيف الزاوي الأيمن بالاهتمام المكاني البصري تجاه السمات البارزة. قد يوجه التلفيف الزاوي الأيمن الانتباه من خلال استخدام إستراتيجية تصاعدية تعتمد على قدرة المنطقة على أن تشهد عملية استرجاع الذكريات. كما يحسم التلفيف الزاوي العلاقة بين اليمين واليسار بين الفاظهما وموقعهما الحقيقي في الفضاء المحيط. يرتبط التلفيف الزاوي أيضاً بالتوجيه في الفضاء ثلاثي الأبعاد حولنا، ليس لأنه يفسر الفضاء من حولنا، بل لأنه قد يتحكم بالتحول في انتباهنا على الفضاء من حولنا.

### وظائف أخرى

#### شبكة الوضع الافتراضي
التلفيف الزاوي هو جزء من شبكة الوضع الافتراضي، وهي شبكة من مناطق مختلفة في الدماغ يتم تنشيطها أثناء الأنشطة متعددة الوسائط والمستقلة عن المحفزات الخارجية. مثال على تلك الانشطة تمييز الأجسام ذات الالوان المختلفة.

#### الوعي بالذات
يتفاعل التلفيف الزاوي بشكل مختلف مع الحركة المقصودة والحركة التي تترتب عليها. مما يقترح أن التلفيف الزاوي يراقب الحركات المقصودة التي يصدرها الشخص ويستخدم المعلومات المضافة للحساب بشكل مختلفكما يفعل مع الحركات المترتبة عليها. ومن خلال تسجيل التناقض بينها، يتفهم التلفيف الزاوي على الوعي بالذات.

#### استرجاع الذكريات والخزن المؤقت النوايا
يُظهر تنشيط التلفيف الزاوي أنه لا يتوسط فقط في استرجاع الذاكرة، ولكنه يشير أيضًا إلى التناقضات بين ما هو متوقع من عملية الاسترجاع وما هو غير اعتيادي. يمكن للتلفيف الزاوي الوصول إلى كل من محتوى الذكريات والذكريات العرضية مستفيدا من النوايا التي يجدها في في استنتاج نوايا الشخصيات البشرية.، أي يعمل التلفيف الزاوي كما يرى بعض الباحثون كمخزن مؤقت للذاكرة لغرض فهم النوايا، حيث يخزن المعلومات العرضية لهذا الغرض. مثلاً، قد يصل التلفيف الزاوي الى محتوى القصة والذكريات العرضية ذات الصلة بها ويتداخل ذلك مع الحوار لخزن النوايا. غير أن التلفيف الزاوي ليس الآلية الوحيدة ذات الصلة بالنوايا.

#### تجربة الخروج من الجسد وتجارب أخرى
أثبتت التجارب أن تحفيز التلفيف الزاوي الأيمن يمكن أن يحث على تجارب الخروج من الجسد. كما تسبب تحفيز التلفيف الزاوي الأيسر في إحدى التجارب في أن ترى المرأة شخصًا أو شكلًا غامضًا يقف خلفها. الشكل الغامض هو في الواقع ادراك مضاعف للذات ليس الا. أعطت تجربة أخرى من هذا القبيل للشخص المشارك في التجرب احساساً بأنه واقف على السقف. يُعزى هذا إلى التناقض بين الموضع الفعلي للجسم وما يدركه العقل من حول موضع الجسم.

## الأهمية السريرية
يمكن أن يسبب الضرر بالتلفيف الزاوي متلازمة غيرستمان. وقد يؤدي التلف إلى واحدة من الاعاقات التالية:
1. عسر الكتابة : ضعف في القدرة على الكتابة[31][32]
2. عسر الحساب: صعوبة في تعلم الرياضيات أو فهمها[31][32]
3. عمه الإصابع: عدم القدرة على تمييز أصابع اليد[31][32]
4. الارتباك بين اليسار واليمين[31][32]

## صور إضافية

موضع التلفيف الزاوي (كما هو موضح باللون الأحمر).
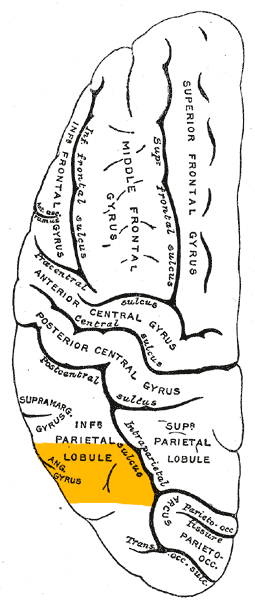
السطح الجانبي للجانب الأيسر، كما يبدو من الأعلى. التلفيف الزاوي يظهر باللون البرتقالي.
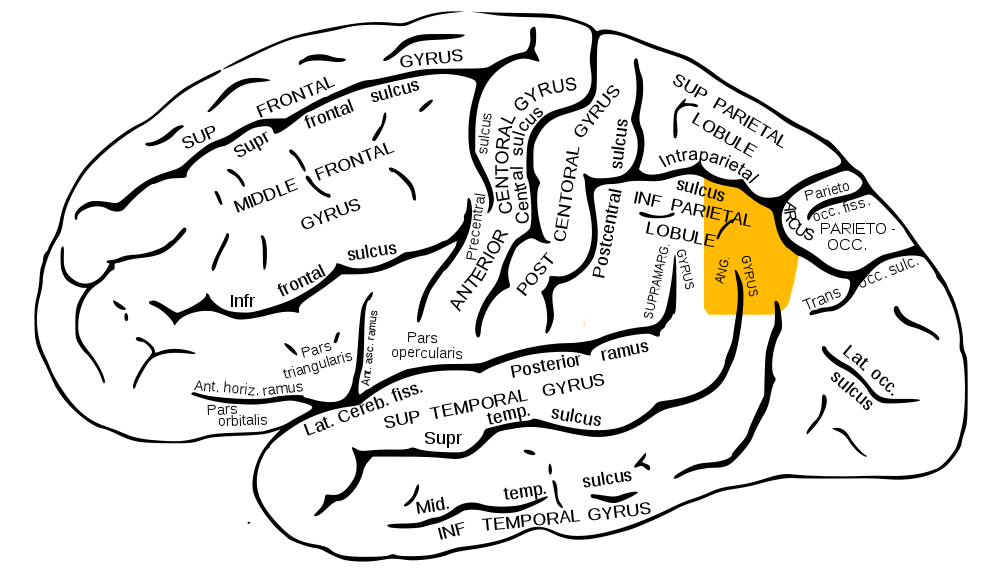
السطح الجانبي للجانب الأيسر، كما يبدو من الجانب. التلفيف الزاوي يظهر باللون البرتقالي.
منظر جانبي للدماغ البشري، مع عناوين التلافيف الرئيسية.
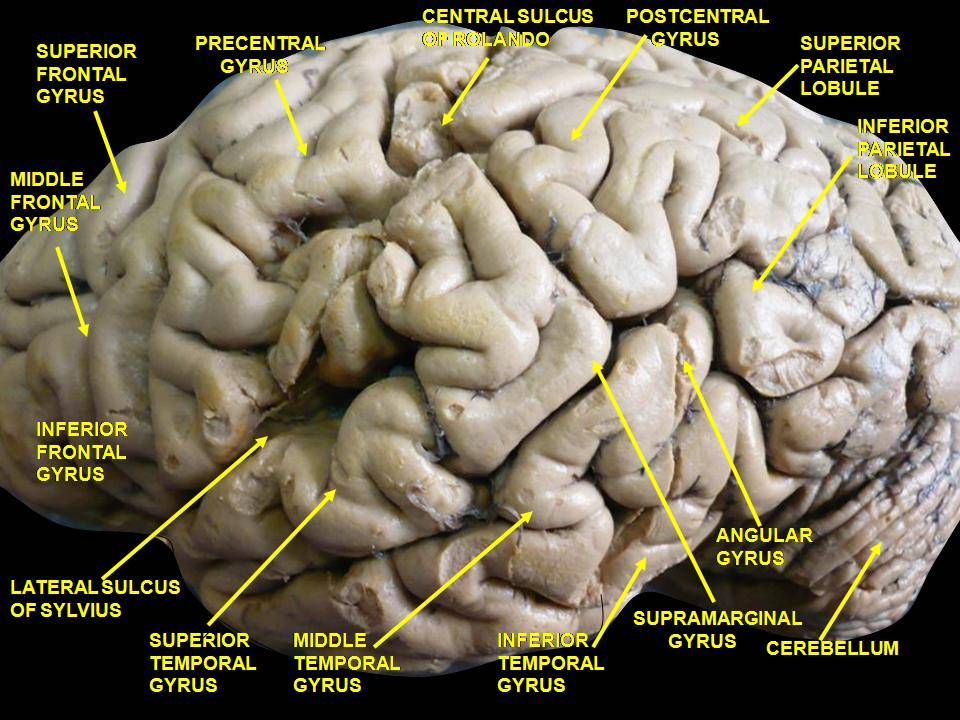
المخ. منظر جانبي.
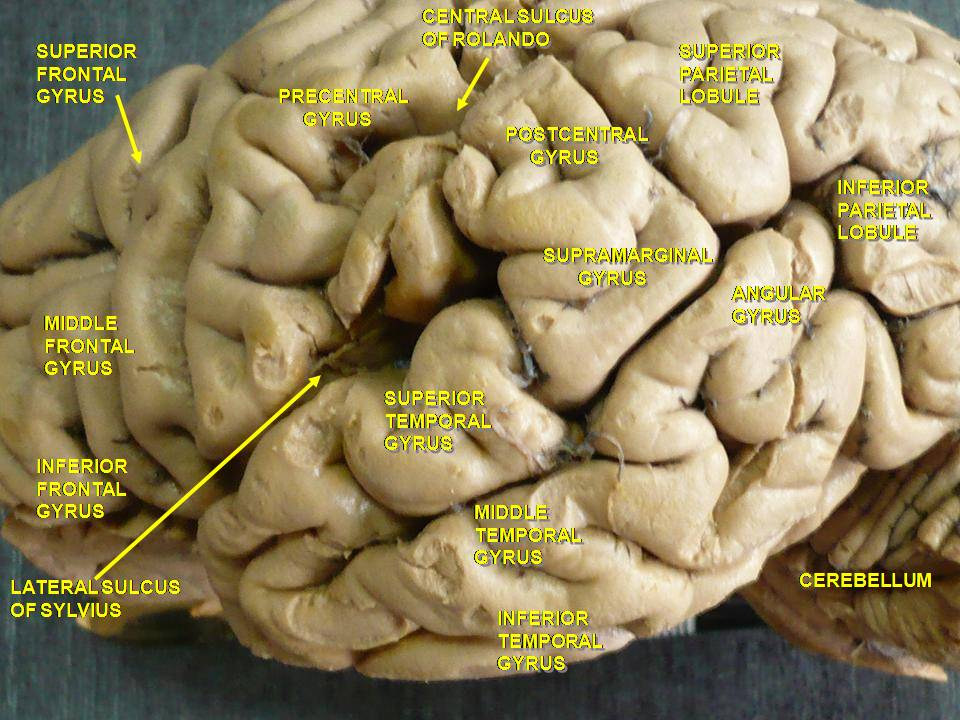
المخ. منظر جانبي
التلفيف الزاوي مظلل باللون الأخضر من اشعة رنين مغناطيسي T1 MRI
التلفيف الزاوي مظلل باللون الأخضر من أشعة رنين مغناطيسي
التلفيف الزاوي مظلل باللون الأخضر من صورة رنين مغناطيسي مستعرضة